# Azatašen
Azatašen (conosciuto anche come Azatashen, in armeno Ազատաշեն?) è un comune dell'Armenia di 640 abitanti (2009) della provincia di Ararat, fondata nel 1929.